# Spyflugor
Spyflugor (Calliphoridae) är en familj inom underordningen flugor, som ingår i insektsordningen tvåvingar. Totalt finns det omkring 1 100 spyflugearter, varav cirka 50 i Sverige.
Som fullbildade är de flesta spyflugor medelstora till ganska stora flugor. De största är omkring 18 millimeter. Kroppsbyggnaden är vanligen jämförelsevis kraftig och kroppen försedd med kraftiga borst. Många arter är till utseendet mer eller mindre blåaktigt eller grönaktigt metallskimrande. När de flyger hörs ofta ett högt surrande. Ljudet skapas när vingarna skrapar mot kroppen.
Fullbildade spyflugor har mundelar som är anpassade för att suga upp flytande föda, ofta vätskor från ruttnande organiskt material som kött eller frukt. De kan utsöndra matsmältningsvätska över födan för att bättre lösa upp den. Även nektar kan ingå i födan.
Larverna lever ofta av kadaverkött, medan andra livnär sig på levande kött (då ofta efter att äggen lagts i sår), spillning eller multnande växtdelar. Vissa arters honor (hudparasiter) kan lägga ägg i levande djurs päls, till exempel hos får eller igelkott, och när larverna kläckts orsakar de hudirritation med vävnadsdöd och i förlängningen värddjurets död. Eftersom larverna utvecklas i kadaver och lik används de för dödstidsbestämning inom rättsentomologin.
Vissa spyflugelarver kan användas inom medicinen då man behöver rengöra ett sår från död vävnad.

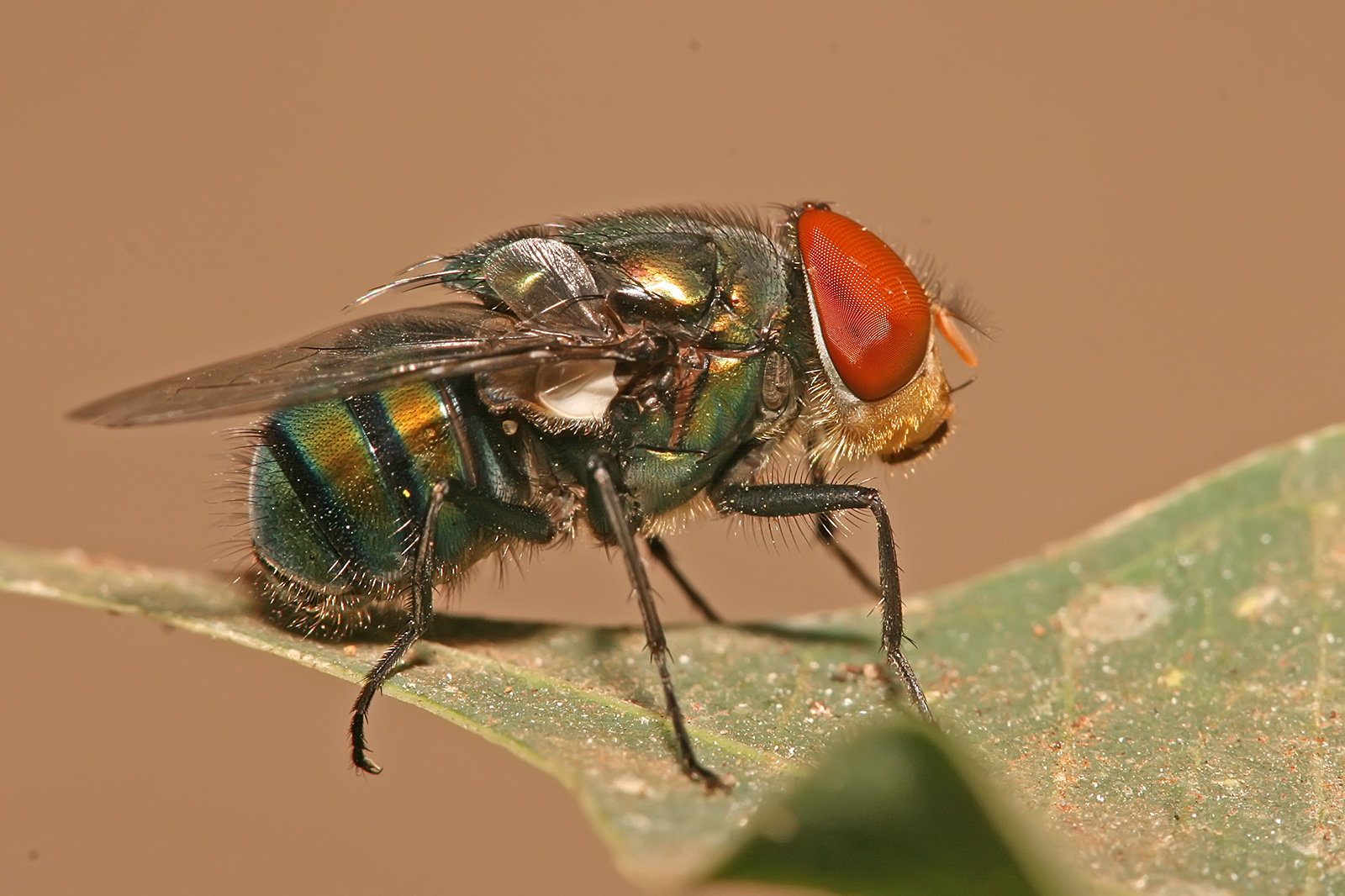
Chrysomya megacephala, hane
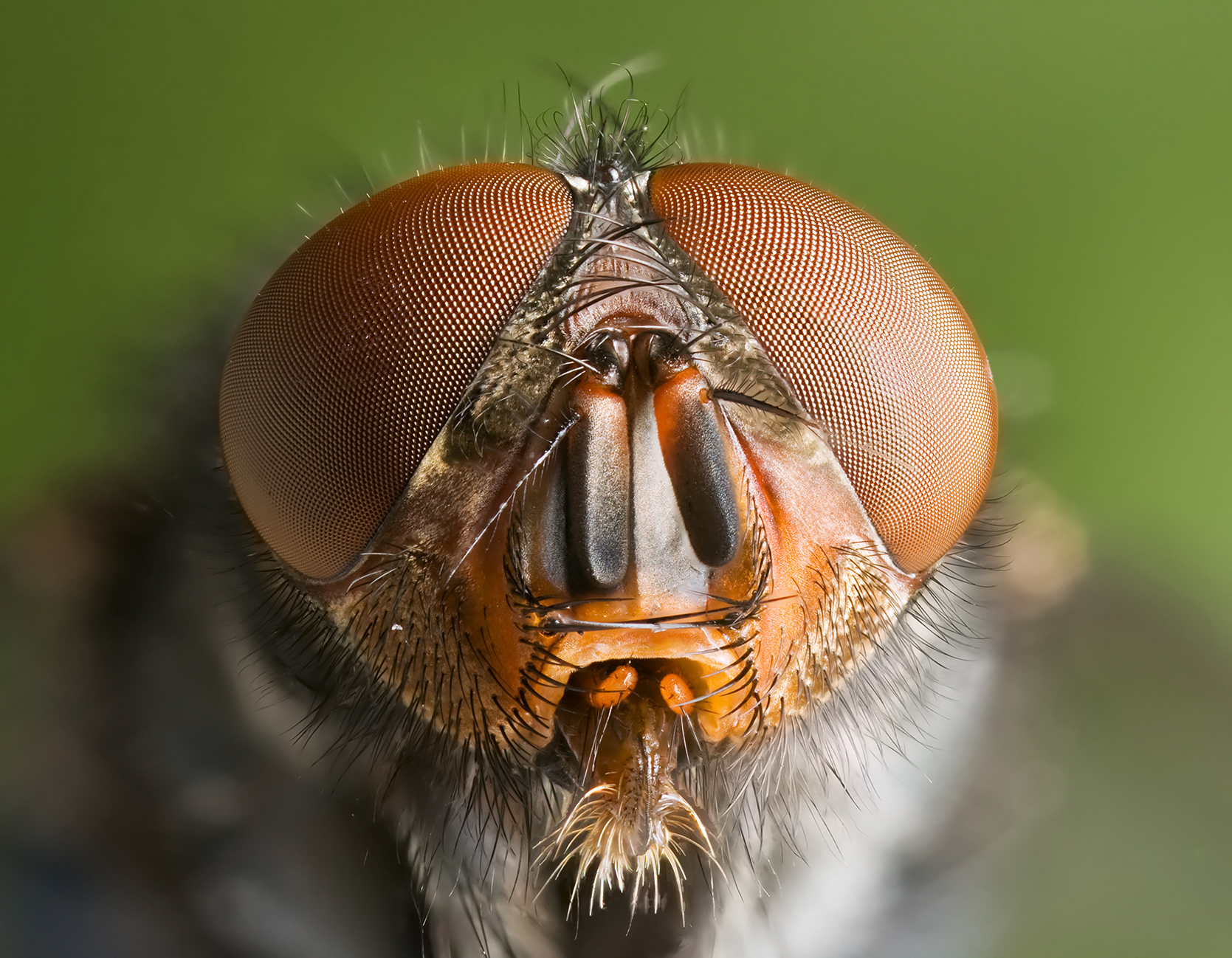
Calliphora vomitoria, närbild
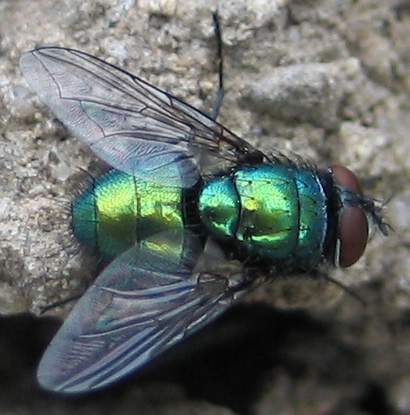
En spyfluga ur släktet  Lucilia